# 基蘇木
基蘇木是肯尼亚的港口城市，海拔1,131米（3,711英呎），1999年人口355,024，是肯亞的第三大城市、肯亞西部的主要城市、尼揚扎省首府和最大城市。曾短暫的稱為弗羅倫斯港（Port Florence）。

## 友好城市
- 美国羅阿諾克 (維吉尼亞州)

## 外部連結
- Kisumu Municipal Council
- Kisumu Museum
- Kenya Wildlife Service – Kisumu Impala Sanctuary
- FallingRain Map - elevation = 1131m （页面存档备份，存于）